# Alberto Chissano
Alberto Mabungulane Chissano (Manjacaze; 25 de enero de 1935-Matola; 19 de febrero de 1994) fue un escultor mozambiqueño pionero de la escultura moderna en madera en Mozambique. Es considerado, junto con el pintor Malangatana Ngwenya, uno de los artistas más importantes e influyentes de Mozambique. Es reconocido por su trabajo principalmente en maderas indígenas, pero también realizó esculturas en piedra y hierro.

## Vida y Arte

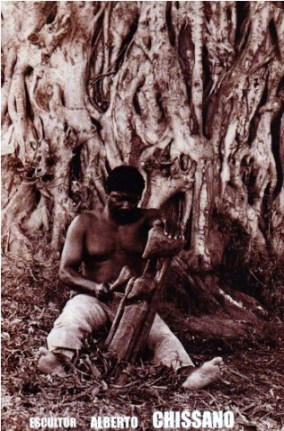
Alberto Chissano y el baobab. Fotografía: Museu Galeria Chissano

Nacido en Chicavane, Manjacaze en la provincial de Gaza, al sur del Mozambique Portugués. Al igual que otros muchachos del rural Alberto Chissano pasó sus años tempranos cuidando de las cabras. Con un acceso limitado a la escuela, le fue impedida la posibilidad de estudiar al se expulsado de la escuela de la misión por practicar el baile tradicional Ngalanga.
Recibió una fuerte influencia de la maternal figura de su abuela, que le enseñó ritos y tradiciones, el uso de las cadenas de huesecillos (osiculos) y conchas de caracol, así como la medicinal natural tradicional.
A la edad de doce años sintió que Manjacaze se le había quedado pequeña para sus sueños y se marchó a la capital, Lourenço Marques. En la capital no se adaptó bien como empleado doméstico y marchó a las minas de oro de Sudáfrica a la edad de dieciocho años.
Cuando regresó a Mozambique en 1956 tuvo que realizar el servicio militar en el ejército colonial Portugués. Consiguió un trabajo como criado en el centro de arte Núcleo de Arte en la capital, más tarde se formó en taxidermia en el Museo Álvaro de Castro (Museo de Historia Natural), donde su primer profesor, que fue el taxidermista Augusto Cabral le inició a la escultura.
Posteriormente regresó al Núcleo de Arte, donde fue inspirado por el ambiente artístico y apoyado por artistas con mayor experiencia. Comenzó a esculpir a final des su veinte años y realizó su primera exposición en Lourenço Marques en 1964.
Durante los siguientes años su esculturas se exhibieron en diferentes exposiciones de los Estados Unidos, Europa y África. Chissano fue el pionero precursor de una generación de escultores en los setenta, durante los últimos años del periodo colonial y el comienzo de la independencia de Mozambique. Se convirtió en el más famoso e influyente escultor de Mozambique. Sus esculturas cuentan mucho sobre la historia de Mozambique, la gente, la lucha, el hambre, el sufrimiento, pero también la alegría y el orgullo.
Chissano convirtió su casa y la de su familia en Matola en museo y galería, el Museu Galeria Chissano. El museo exhibe muchas de las propias esculturas de Alberto Chissano así como muchas de las pinturas del Malangatana y otros artistas. Además de ser un museo es un centro de exposiciones, conciertos y otros eventos culturales.
Él recibió en 1982 la medalla Nachingwea, una medalla otorgada por el gobierno de Mozambique en reconocimiento al Mérito extraordinario (llamado en honor al campo principal de Frelimo en Tanzania, durante la guerra de la Independencia de Mozambique).
Alberto Chissano falleció a los 59 años, el 19 de febrero de 1994 en Matola.

### Selección de exposiciones
- 1964 Primera exposición en solitario, Maputo
- 1966 Town Hall, Lorenço Marques, 1.er premio
- 1967 Exposición internacional en Washington, 2.º premio en la categoría de arte Africano.
- 1968 Exposición en grupo, Londres.
- 1971 Múnich, Alemania.
- 1971 Ayuntamiento de Machopes, Chibuto, Gaza, Mozambique.
- 1972 Sociedade Nacional de Belas Artes (Sociedad Nacional de Bellas Artes), Lisboa.
- 1975 Diferentes exposiciones de grupo en Mozambique y Nigeria.
- 1980 Inauguración del «Museu Nacional de Arte» (Museo Nacional de Arte), Maputo.
- 1981 Simposio Internacional de Esculturas, Belgrado, Antigua Yugoslavia (Actual Serbia), 1.er y 2º premio.
- 1981 Exposición en grupo en Berlín (Alemania), Sofía (Bulgaria), Moscú (Antigua Unión Soviética, actual Federación Rusa), Luanda (Angola).
- 1981 Exposición de escultura en mármol en el Ar.Co - Centro de Arte e Comunicação Visual, (Centro de Arte y Comunicaciones Visuales), Lisboa.
- 1983 Exposición en grupo en Portugal (Lisboa y Oporto) y Zimbabue (Harare).
- 1984 «Malangatana & Chissano», Indian Council for Cultural Relations (Consejo Indio de Relaciones Culturales), Nueva Delhi, India.
- 1985 Palazzo Barberini (Palacio Barberini), Roma y Teatro Municipal, Rávena, Italia.
- 1986 Bienal de La Habana, Cuba, 1.er premio.
- 1987 Semana de la solidaridad con Mozambique, Zimbabue.
- 1987 «Malangatana & Chissano», Ankara, Turquía.
- 1991 «Le Temps Et Le Sang» (El tiempo y la sangre), Réunion.
- 1992 Representación, entre otros, de Mozambique in la EXPO’92 in Sevilla, España.
- 1999 «Two artists. Two generations» (Dos artistas, dos generaciones), con Titos Mabota, Astrup Fearnley Museum of Modern Art (Astrup Fearnley Museo de Arte Moderno), Oslo, Noruega.
- 2000 «Two artists. Two generations» (Dos artistas, dos generaciones), con Titos Mabota, Museo de Bergen, Bergen, Noruega.
- 2006 «The Africa Centre» (El Centro Africano), Londres.

## Otras lecturas
- «Chissano Escultura», Cooperativa de Actividades Artísticas CRL, Porto, Portugal. 1990.
- «Chissano & Titos. Two Artists. Two Generations» (en Noruego e Inglés), Astrup Fearnley Museum of Modern Art (Astrup Fearnley Museo de Arte Moderno), Oslo, Noruega. 1999.
- «Chissano, o escultor da luminosidade cromática», Museo Galeria Chissano. 2010.

## Galerías de Arte exhibiendo la obra de Chissano
- Museo Galeria Chissano, Rua Escultor Chissano, 307, Bairro Sial, Matola, Provincia de Maputo
- Museo Nacional de Arte, Maputo
- African Contemporary | Galería de Arte de África Contemporánea